# Constantin II (antipape)
Pour les articles homonymes, voir Constantin II.
Constantin II, né à Nepi (près de Viterbe, en Italie), élu antipape le 28 juin 767 et déposé le 6 août 768.
Il appartient à une famille noble romaine. Avec ses trois frères, Théodore, Passivus et Pascal, il suscite une insurrection armée à la mort du pape Paul Ier et se fait acclamer pape par la foule. Étant laïc, il doit recevoir successivement tous les ordres avant d'être consacré pape. Si le droit canonique désapprouve cette manière de faire, elle n'est pas inhabituelle à l'époque. Constantin II annonce son élection à Pépin le Bref, lequel ne répond pas.
Le seul opposant déclaré du nouveau pape est Christophe, primicerius (chef) des notaires. D'abord réfugié dans la basilique Saint-Pierre, il obtient le droit de quitter Rome, sous prétexte de se retirer dans un monastère. Cependant, il demande et obtient le soutien de Didier de Lombardie, roi des Lombards d'Italie. Revenu à Rome avec une troupe, Christophe fait arrêter Constantin. Un tribunal ecclésiastique dépose Constantin le 6 août 768 parce qu'il était laïc lors de son élection. On lui crève alors les yeux et on l'enferme dans un monastère, où il meurt.